# Mohammed Mahdi Akef
 (juin 2016).
Si vous disposez d'ouvrages ou d'articles de référence ou si vous connaissez des sites web de qualité traitant du thème abordé ici, merci de compléter l'article en donnant les références utiles à sa vérifiabilité et en les liant à la section « Notes et références ».
Ne doit pas être confondu avec Neima Akef.
Mohammed Mahdi Akef (en arabe : محمد مهدي عاكف ; 12 juillet 1928 - 22 septembre 2017) est un dirigeant égyptien des frères musulmans, de 2004 à 2010. En 2005, il décrit l'holocauste comme étant un mythe et défend le président iranien Mahmoud Ahmadinejad. Sa fille est mariée avec Mahmoud Ezzat.